# Manuel dos Santos Marinho
Manuel dos Santos Marinho (Rio Grande do Sul, 1867 — Passo Fundo, 25 de julho de 1921) foi um político brasileiro. Casado com  Virgínia Haffner Marinho, tiveram filhos sendo Euclydes Haeffner Marinho e Armando Haeffner Marinho. Armando Haeffner Marinho casou-se com Maria da Luz Siqueira Bello onde tiveram 07 filhos sendo Cid Bello Marinho, Guaracy Bello Marinho, Hely Bello Marinho, Ivar Bello Marinho, Manoel Bello Marinho, Maria Bello Marinho e Maura Bello Marinho. 
Manuel dos Santos Marinho foi o primeiro superintendente (prefeito) do município de Chapecó, tendo sido nomeado em 1917 e eleito para o mesmo cargo em 1918. Foi deputado à Assembleia Legislativa de Santa Catarina na 10ª legislatura (1919 — 1921).
A história de Chapecó, enquanto terra desbravada e representação própria, começou há 100 anos no governo do Coronel Manoel dos Santos Marinho, que foi o primeiro prefeito nomeado. Em 25 de agosto de 1917, através da Lei Estadual nº 1.147, Santa Catarina foi dividida em novos municípios, entre os quais o de Chapecó. Nesta época, o coronel Marinho recebeu a nomeação para exercer provisoriamente o cargo de superintendente municipal, o que hoje equivaleria ao cargo de prefeito. No ano seguinte, ele foi eleito para o mesmo cargo pelo Partido Republicano. Desta forma, ele ficou no comando por pouco mais de três anos, exatos 1151 dias, entre 1917 e 1921.
Vindo de Passo Fundo e radicado na Vila de Passo Bormann, assim como os demais coronéis da região, na área econômica o primeiro prefeito de Chapecó dedicou-se à extração da madeira e da erva-mate.